# Orientalische Nieswurz
Die Orientalische Nieswurz (Helleborus orientalis), Lenzrose oder Frühlings-Christrose ist eine Art der Familie der Hahnenfußgewächse (Ranunculaceae). Sie ist in der Türkei und dem Kaukasus beheimatet.

## Beschreibung
Die Orientalische Nieswurz wächst als ausdauernde krautige Pflanze, die Gruppen bildet. Die Laubblätter besitzen gesägte Blattabschnitte. Das Blattwerk verwelkt gelegentlich bereits während der Blüte und wird anschließend eingezogen, neues Blattwerk erscheint kurz darauf.

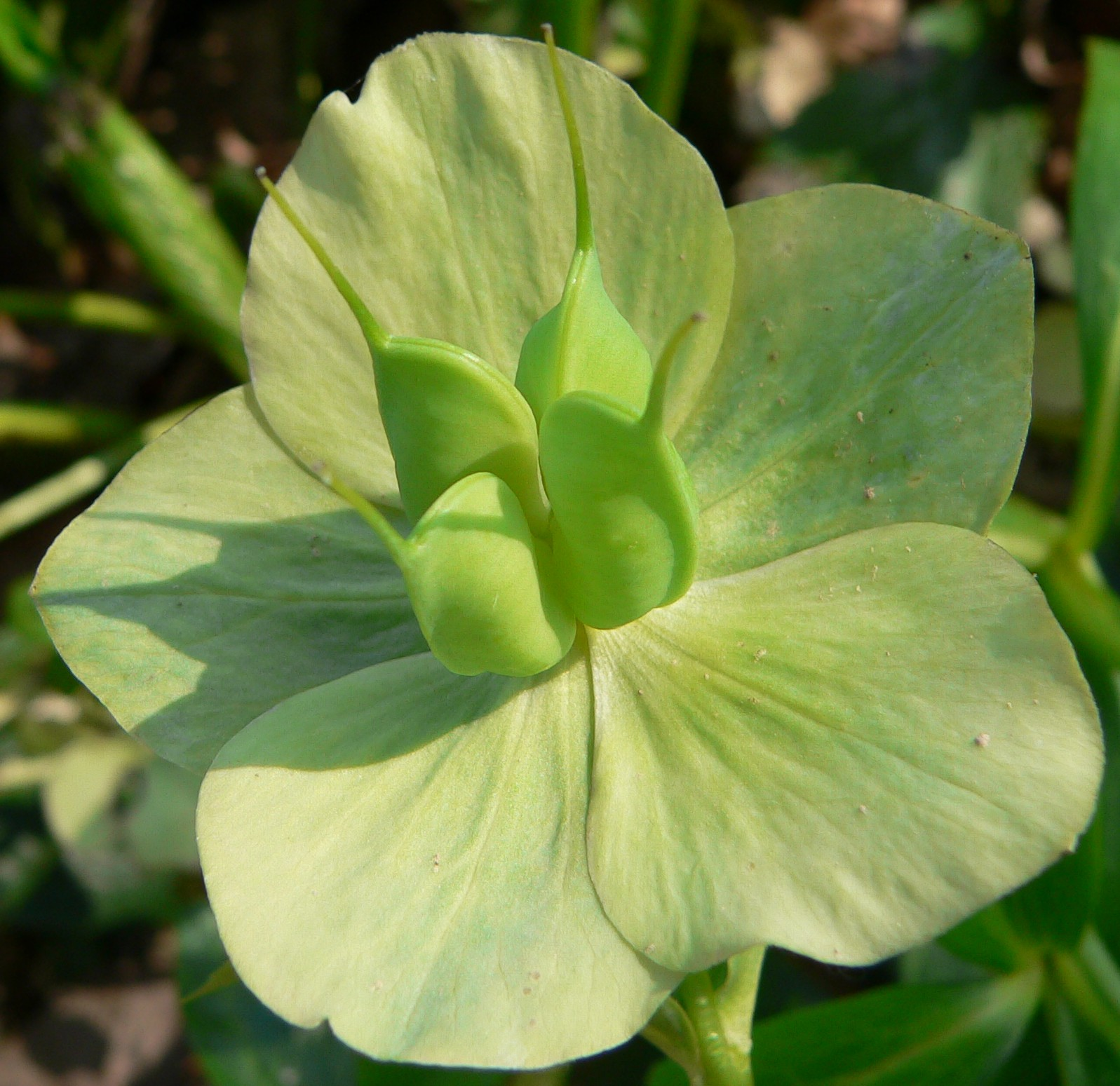
Heranreifende Balgfrüchte der Orientalischen Nieswurz

Die kleinen, hellen Blüten, deren Färbung von weiß, grünlich, rosa bis hellviolett reicht, weisen gelegentlich dunkle Flecken auf. Es werden Balgfrüchte gebildet.
Die Chromosomenzahl beträgt 2n = 32.

## Verbreitung
Die Orientalische Nieswurz ist in der Türkei und dem Kaukasus beheimatet. In der Türkei kommt sie auch auf europäischem Boden vor, Nachweise in Griechenland haben sich aber nicht bestätigt. Lokal tritt sie als Neophyt im Grabfeld, in Baden-Württemberg bei Pforzheim und im Gebiet der Jagst (Langenburg), in Bayern im Würmtal auf.

## Unterarten
Die Art Helleborus orientalis umfasst mehrere Unterarten. Sie kommen alle im Gebiet der Türkei und des Kaukasus vor:
- Helleborus orientalis subsp. abchasicus (A.Braun) B.Mathew
- Helleborus orientalis subsp. guttatus (A.Braun & F.W.H.Sauer) B.Mathew
- Helleborus orientalis subsp. orientalis

## Verwendung als Zierpflanze
Die Sorten der Orientalischen Nieswurz sind ausgesprochen winterhart. Ihre Blüten erscheinen bereits im Winter oder zeitigen Frühjahr. Sie werden ähnlich wie die aus derselben Gattung stammende Christrose (Helleborus niger) und die Purpur-Nieswurz (Helleborus purpurascens) gelegentlich in Gärten angepflanzt. Bei den in Gärten gepflanzten Sorten handelt es sich selten um Helleborus orientalis, es sind fast immer Hybriden unterschiedlicher Eltern, die als Helleborus ×hybridus bezeichnet werden sollten.

## Bilder

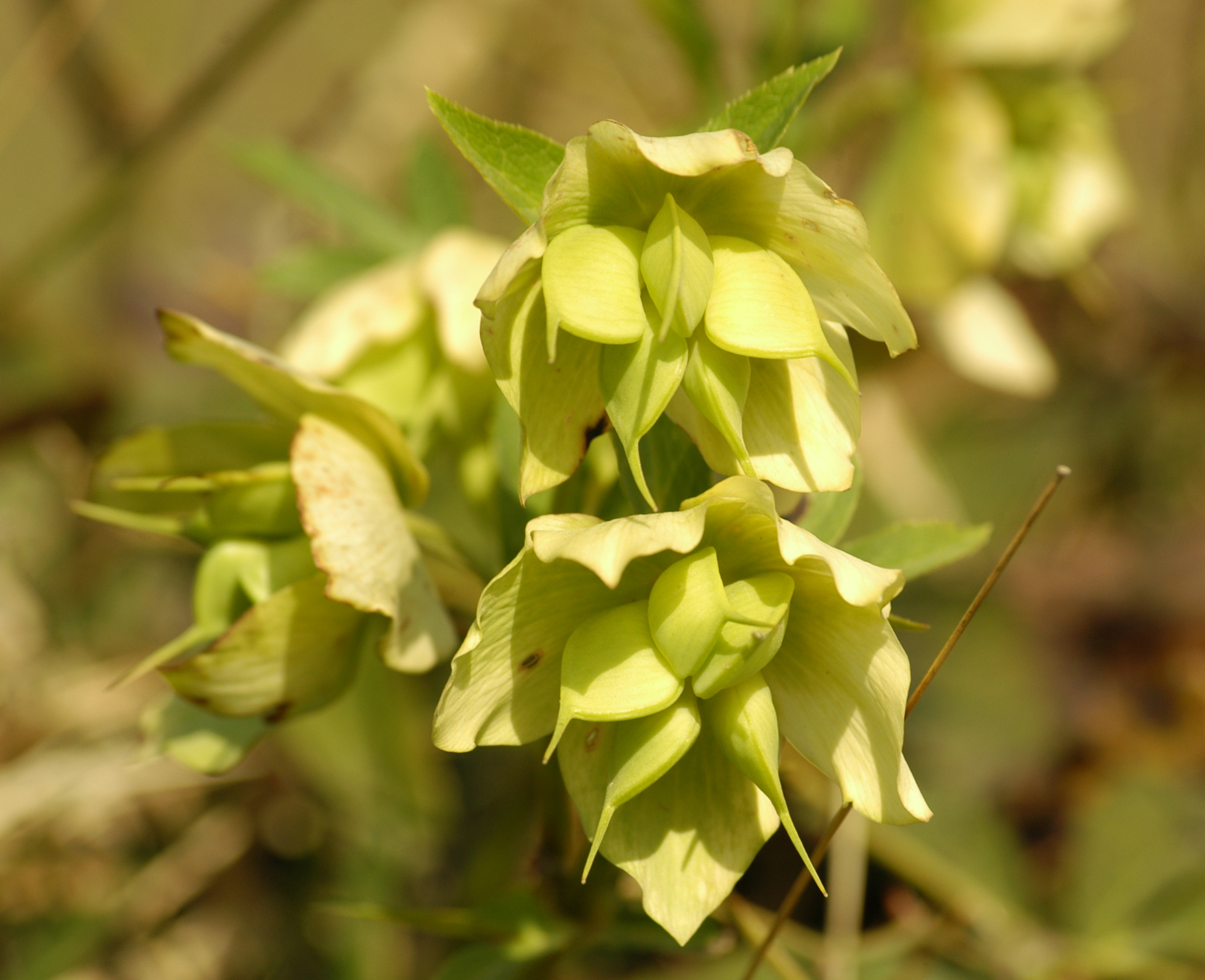
Reife Früchte
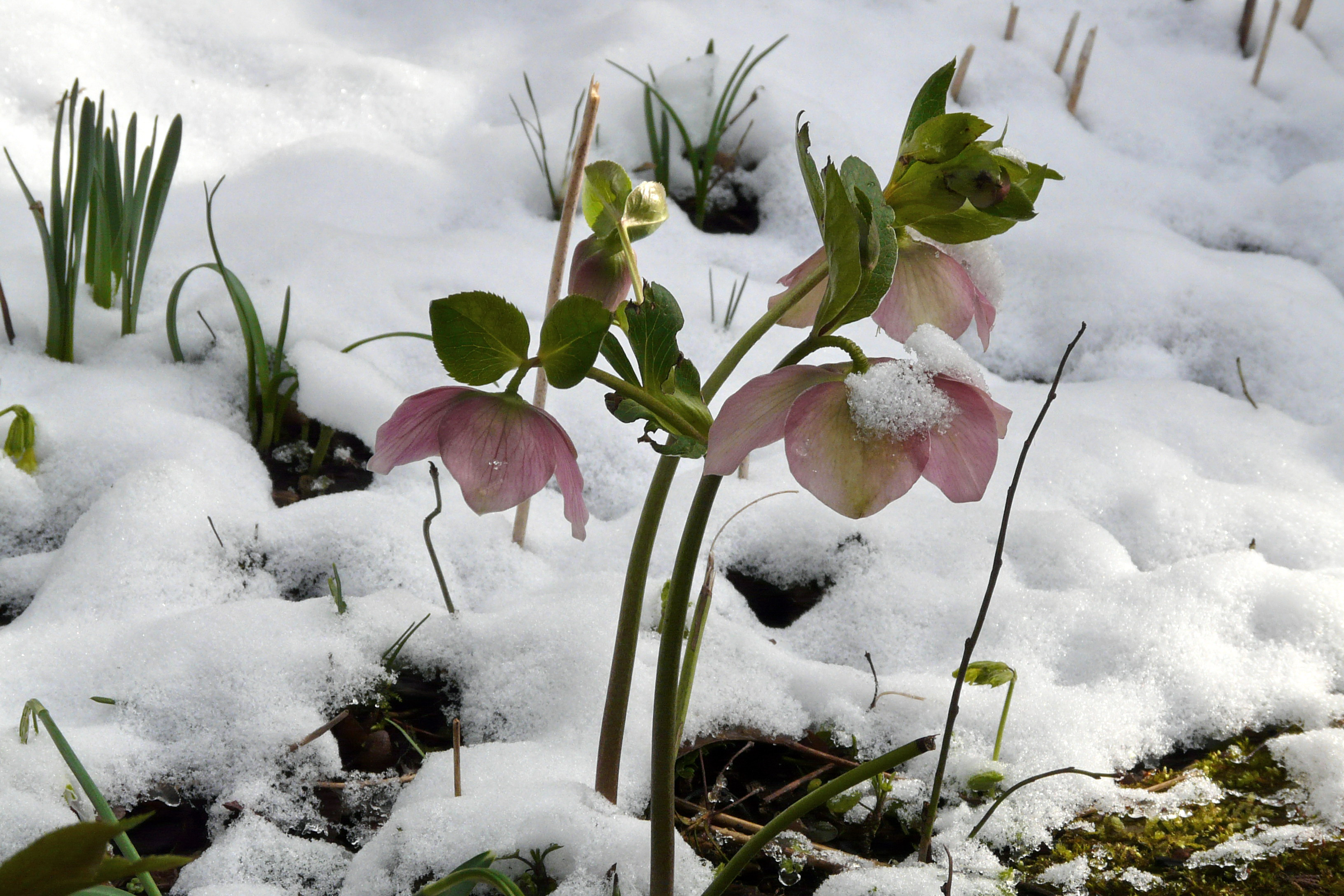
Lenzrose (Hybride) im Schnee
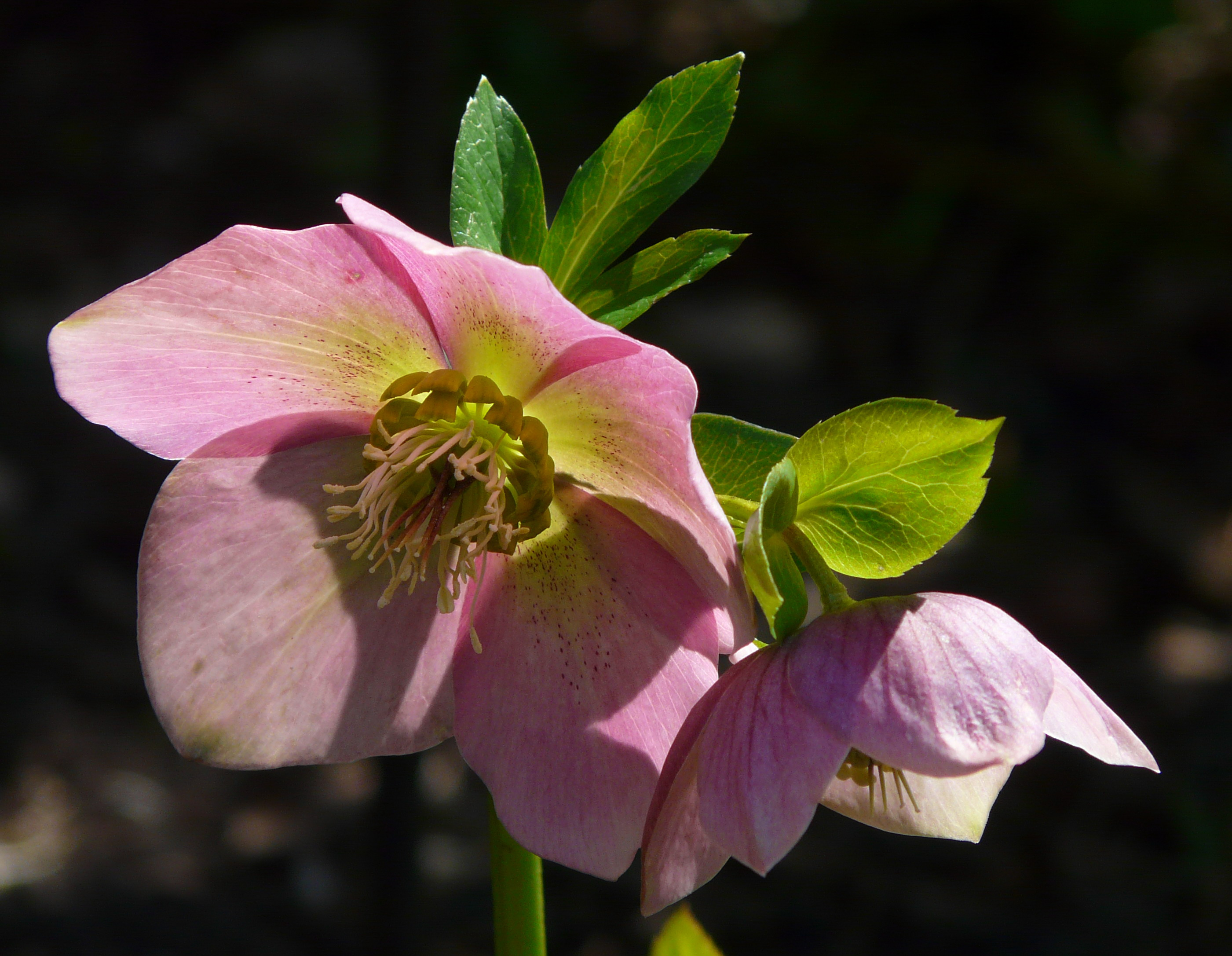
Blüten einer Lenzrose (Hybride)